# Tipperary GAA
Il Tipperary County Board, più conosciuto come Tipperary GAA (in gaelico Cumann Luthchleas Gael Coiste Contae Tiobraid Árann), è uno dei 32 county board irlandesi responsabile della promozione degli sport gaelici nella contea di Tipperary e dell'organizzazione dei match della propria rappresentativa inter-county con altre contee. Sia la rappresentativa che il board sono sempre rimasti uniti, anche quando la contea fu per un breve periodo di anni divisa in North e South Tipperary.
Tipperary occupa un posto importante nella storia degli sport gaelici, dato che la GAA fu fondata il 1º novembre 1884 presso l'Hayes' Hotel di Thurles.
Lo sport nettamente dominante è l'hurling, ma il movimento di calcio gaelico è comunque consistente.

## Hurling

### Storia
Con Cork e Kilkenny, Tipperary costituisce il trio delle grandi d'Irlanda nell'hurling. È il terzo team più vincente della storia con 25 titoli All-Ireland e ha raggiunto la finale per tre volte di fila in due occasioni (1898, 1899, 1900 e 1949, 1950, 1951). Il Tipperary degli anni 60 è ritenuta una delle più forti squadre di sempre.
Tipperary è generalmente nota come Premier County, e primeggia anche nelle discipline gaeliche: fu la prima franchigia ad aggiudicarsi infatti il primo torneo All-Ireland di hurling di sempre nel 1887 contro Galway.
Imponendosi subito come una delle realtà più importanti del paese, Tipperary conobbe un periodo d'oro a fine secolo, aggiudicandosi 5 dei sette titoli a disposizione dal 1895 al 1900. Dopo un periodo di magra due titoli vennero vinti dal 1906 al 1908.
Gli anni successivi forti formazioni di Cork e Kilkenny relegarono Tipperary ad un periodo di insuccessi, terminato soltanto nel 1916. In circa dieci anni la franchigia si aggiudicò due titoli nazionali, precisamente nel 1916 e 1925 (che fu anche il decimo complessivo) e cinque titoli provinciali. Tolta una semifinale storica persa contro Galway, la squadra raggiunse quasi ogni finale All-Ireland: quella persa contro Kilkenny nel 1922 costituì l'ultima vittoria dei rivali Cats contro i giallo-blu sino al 1967.
Dal 1926 al 1936 iniziò una decade di declino e poche soddisfazioni, interrotta soltanto dalla stagione del 1930, dove la contea si aggiudicò sostanzialmente ogni trofeo a disposizione.
Tra il 1937 e il 1948, nonostante un forte dominio di Cork e dell'emergente Limerick, i gialloblu riuscirono ad aggiudicarsi il titolo All-Ireland due volte e quello provinciale tre: il titolo Munster del 1941 fu il più bizzarro in assoluto, dato che la competizione fu a lungo posticipata per problemi logistici di Kilkenny e Tipperary. Cork nel frattempo aveva proseguito al posto loro nella competizione nazionale vincendo il titolo All-Ireland, ma perdendo successivamente quello provinciale.
Tipperary si riconfermò una superpotenza dell'hurling nel periodo tra il 1949 ed il 1954, dove vinse tre titoli di fila e diede vita a una delle maggiori rivalità storiche della franchigia, quella contro Cork. I gialloblu incontrarono i Rebels ben cinque volte nelle finali provinciali. Questo periodo, interrotto da un biennio di magra, fu da preambolo all'era d'oro della contea, il decennio tra il 1958 ed il 1968. Quella che viene considerata la squadra di Tipperary più forte di sempre disputò ben 8 finali aggiudicandosene cinque (1958, 1961, 1962, 1964, 1965). La finale persa contro Wexford nel 1968 chiuse il sipario sulla squadra più vincente e forte della contea, che si apprestava ad iniziare un periodo scevro di grandi soddisfazioni.
Dopo un solo titolo All-Ireland estemporaneo nel 1971, la squadra iniziò un forte declino di prestazioni e risultati che durò per ben 15 anni. Fu soltanto nel 1987 che Tipperary tornò ad aggiudicarsi un titolo provinciale, senza impressionare nel torneo nazionale tuttavia e perdendo contro Galway in semifinale. I giallo-blu tornarono alla ribalta nel 1989 quando, dopo ben 18 anni, tornarono ad alzare al cielo la Liam McCarthy Cup. Cork spezzò immediatamente l'idillio l'anno seguente nella finale provinciale, ma i Tipps tornarono campioni nazionali nel 1991, una delle annate forse più memorabili della storia della franchigia: la doppia finale provinciale contro Cork fu una delle più emozionanti e giocate meglio dai giallo-blu: la prima terminò in un emozionante pareggio, mentre la finale replay fu ancora più combattuta e piena di sussulti, caratterizzata da uno straordinario gol di Aidan Ryan e conseguente invasione di campo dei tifosi di Tipperary. La finale nazionale ripropose dopo ben 20 anni un grande classico dell'hurling, ovvero la sfida ai rivali di Kilkenny. Il match fu molto equilibrato e deciso da una punizione di Michael Cleary che terminò in rete e fissò il punteggio sul 1–16 a 0–15.
Fu l'ultima vittoria degli anni '90, che videro Tipperary prendere parte ad una finale All-Ireland (1997) e tre finali provinciali, senza tuttavia alcun successo.

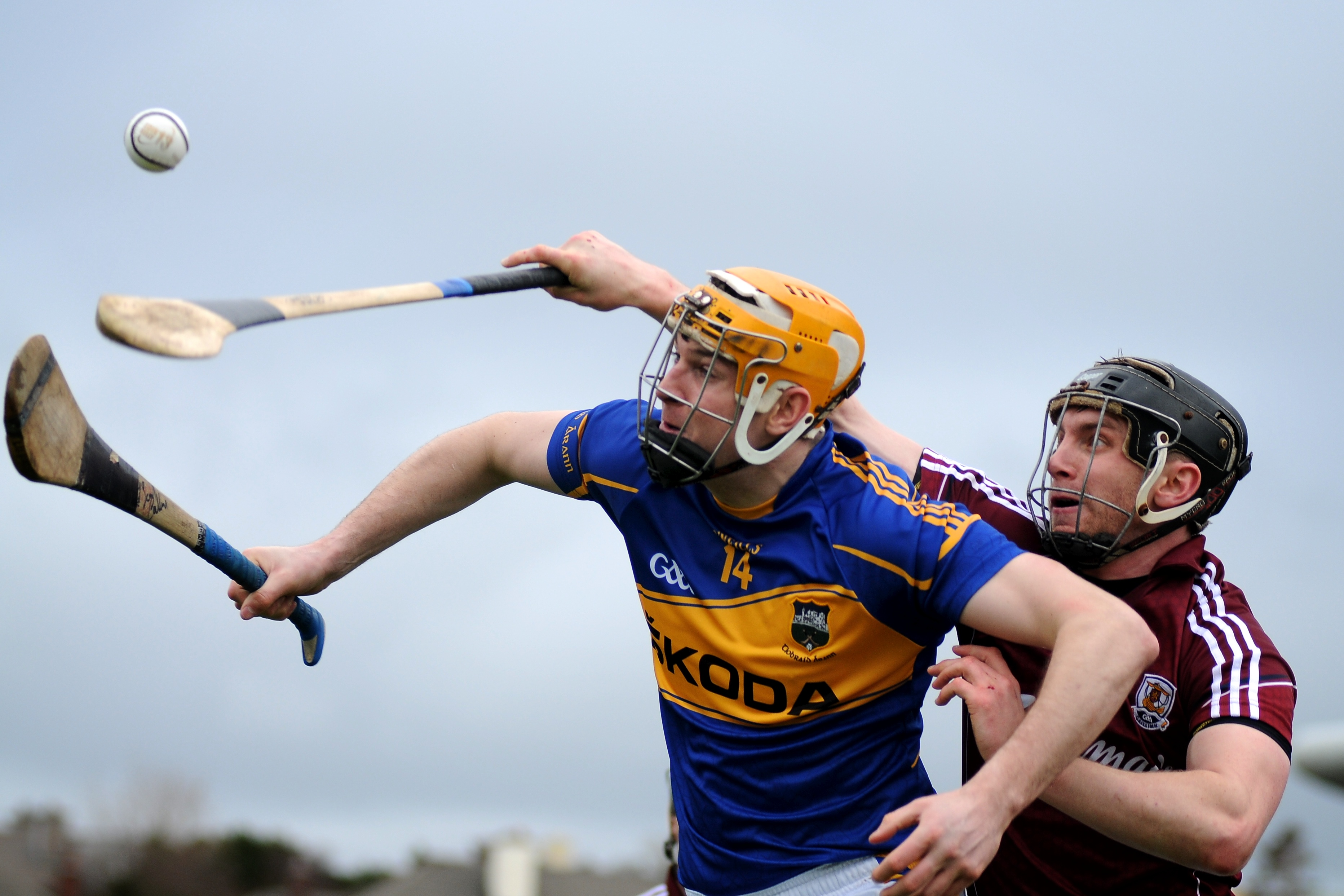
Séamus Callanan in campo nel 2014 con la maglia dei Tipps

Gli ultimi successi della franchigia sono stati nel 2001 e nel 2010, con intervalli regolari di 9 anni ogni volta.

### Titoli
- All-Ireland Senior Hurling Championship: 26
  - 1887, 1895, 1896, 1898, 1899, 1900, 1906, 1908, 1916, 1925, 1930, 1937, 1945, 1949, 1950, 1951, 1958, 1961, 1962, 1964, 1965, 1971, 1989, 1991, 2001, 2010.
- All-Ireland Under-21 Hurling Championship: 8
  - 1964, 1967, 1979, 1980, 1981, 1985, 1989, 1995
- All-Ireland Minor Hurling Championship: 18
  - 1930, 1932, 1933, 1934, 1947, 1949, 1952, 1953, 1955, 1956, 1957, 1959, 1976, 1980, 1982, 1996, 2006, 2007
- All-Ireland Junior Hurling Championship: 9
  - 1913, 1915, 1924, 1926, 1930, 1933, 1953, 1989, 1991
- All-Ireland Intermediate Hurling Championships: 5
  - 1963, 1966, 1971, 1972, 2000
- All-Ireland Vocational Schools Championships:13
  - 1962, 1964, 1965, 1966, 1967, 1968, 1969, 1974, 1978, 1988, 1990, 2004, 2010 (1962-1978 winners were North Tipperary)
- National Hurling Leagues: 19
  - 1928, 1949, 1950, 1952, 1954, 1955, 1957, 1959, 1960, 1961, 1964, 1965, 1968, 1979, 1988, 1994, 1999, 2001, 2008
- Munster Senior Hurling Championships: 38
  - 1895, 1896, 1898, 1899, 1900, 1906, 1908, 1909, 1913, 1916, 1917, 1922, 1924, 1925, 1930, 1937, 1941, 1945, 1949, 1950, 1951, 1958, 1960, 1961, 1962, 1964, 1965, 1967, 1968, 1971, 1987, 1988, 1989, 1991, 1993, 2001, 2008, 2009
- Munster Under-21 Hurling Championships: 19
  - 1964, 1965, 1967, 1972, 1978, 1979, 1980, 1981, 1983, 1984, 1985, 1989, 1990, 1995, 1999, 2003, 2004, 2006, 2008
- Munster Minor Hurling Championships: 36
  - 1930, 1931, 1932, 1933, 1934, 1935, 1945, 1946, 1947, 1949, 1950, 1952, 1953, 1954, 1955, 1956, 1957, 1959, 1960, 1961, 1962, 1973, 1976, 1980, 1982, 1983, 1987, 1991, 1993, 1996, 1997, 1999, 2001, 2002, 2003, 2007
- Munster Junior Hurling Championships: 16
- 1910, 1911, 1913, 1915, 1924, 1926, 1928, 1930, 1933, 1951, 1953, 1985, 1988, 1989, 1990, 1991
- Munster Intermediate Hurling Championships: 7
  - 1961, 1963, 1966, 1971, 1972, 2000, 2002
- Waterford Crystal Cup: 2
  - 2007, 2008
- Wembley Tournament (Monaghan Cup): 20
  - 1931, 1938, 1939, 1940, 1946, 1947, 1949, 1950, 1951, 1952, 1953, 1954, 1955, 1956, 1961, 1962, 1963, 1964, 1965, 1969, 1972
- Thomond Tournament: 8
  - 1915, 1916, 1924, 1927, 1930, 1931, 1949, 1951
- Oireachtas Tournament: 11
  - 1945, 1949, 1960, 1961, 1963, 1964, 1965, 1968, 1970, 1972, 1990

## Calcio gaelico
Nonostante sia nettamente il secondo sport per importanza della contea, il calcio gaelico conosce comunque una discreta diffusione nella contea come seguito sia in campo che sugli spalti, tanto che nel 2015 per la prima volta una squadra di club della contea, il Clonmel Commercials, si è aggiudicata anche il titolo provinciale.
La franchigia, pur non mettendo in campo in genere formazioni di primo piano nel panorama nazionale e provinciale (dominato da Kerry e Cork), costituisce comunque un avversario discreto e può paradossalmente vantare un palmares di tutto rispetto, merito della formazioni di fine '800 e di inizio XX secolo. Agli albori delle competizioni nazionali di calcio gaelico Tipperary era infatti una realtà consistente e di primo piano e si aggiudicò quattro All-Ireland Senior Football Championship, fatto che la colloca al 9º posto nell'albo d'oro alla pari con Kildare e sopra a contee tradizionalmente più forti come ad esempio Mayo.
La finale del 1920 caratterizzata dalla tragica Bloody Sunday vide in campo proprio la squadra di Tipperary, tanto che il noto settore Hogan Stand di Croke Park prende nome proprio dall'omonimo calciatore di Tipperary colpito a morte dai colpi di mitraglia britannici.
Nel 2016 la squadra ha fatto ben parlare di se per l'incredibile ed inaspettata cavalcata verso i piani alti della disciplina: eliminata a sorpresa Cork nel torneo provinciale, i Tipps hanno ceduto il passo in finale alla più forte Kerry, riuscendo però a vincere nel turno finale di backdoors contro Derry e soprattutto nei quarti All-Ireland contro la ben più favorita Galway. La vittoria contro i Tribesmen ha destato molto scalpore, portando i Tipps in semifinale dopo circa 85 anni. La squadra si è arresa a Mayo in una partita combattuta fino all'ultimo ed è stata applaudita da tutto lo stadio a fine match.

### Titoli
- All-Ireland Senior Football Championship: 4
  - 1889, 1895, 1900, 1920
- All-Ireland Senior B Football Championship: 1
  - 1995
- All-Ireland Minor Football Championship: 1
  - 1934
- All-Ireland Junior Football Championship: 3
  - 1912, 1923, 1998
- National Football League: 1
  - 2009 (Div 3)
- Munster Senior Football Championship: 9
  - 1888, 1889, 1895, 1900, 1902, 1918, 1920, 1922, 1935
- Munster Under-21 Football Championship: 1
  - 2010
- Munster Minor Football Championship: 5
  - 1934, 1935, 1955, 1984, 1995
- Munster Junior Football Championship: 7
  - 1910, 1912, 1923, 1935, 1937, 1952, 1998
- Tommy Murphy Cup: 1
  - 2005
- McGrath Cup: 3
  - 1989, 1993, 2003

## Colori e simbolo
Tipperary gioca con una tradizionale e distintiva maglia blu con fascia dorata sul petto. Tale divisa nel corso degli anni non è praticamente mai cambiata sin dalla sua adozione, se non per qualche dettaglio di merchandising o per il colletto dorato piuttosto che bianco. 
Inizialmente tuttavia per molti anni la squadra utilizzò altre divise, un particolare in maniera prominente una interamente bianca con banda obliqua verde, che andava da destra a sinistra. A volte la banda era orizzontale sul petto, come ad esempio in occasione del Bloody Sunday (in quel caso sormontata dal nome color oro della contea).
Il simbolo è cambiato leggermente nel corso degli anni. Quello attuale prevede la Rocca di Cashel che si erge sopra un prato verde, sopra il quale sono collocate due mazze da hurling, una sliotar (palla usata nello sport precedentemente menzionato), ed una palla da calcio gaelico.

## Tifosi e rivalità
Le rivalità più importanti sono vissute per quanto riguarda l'hurling. L'acerrima rivale nel Munster Senior Hurling Championship è sicuramente Cork, con cui la franchigia ha disputato più di 80 partite, oltre ad altre nell'All-Ireland e svariate nella National Hurling League. È una delle poche rivalità provinciali tra squadre di alto livello e, sicuramente, quella più equilibrata a per titoli vinti (contrastata forse e solo da quella tra Galway e Mayo nel Connacht Senior Football Championship). Altre rivalità sono nate con Limerick, Clare e Waterford. 
A livello nazionale la maggiore rivale è Kilkenny, la più forte e titolata squadra irlandese di hurling. Tipperary è l'unica squadra a vantare bilancio positivo contro Kilkenny nelle finali dell'All-Ireland Senior Hurling Championship.